# Las doce moradas del viento
Las doce moradas del viento (The Wind's Twelve Quarters, en el original en inglés) es una colección de cuentos de Ursula K. Le Guin, la cual fue nombrada así por una línea en Un muchacho de Shropshire (A Shropshire Lad), una colección de poemas de A. E. Housman y publicado por primera vez por Harper & Row en 1975. Descrita por Le Guin como una retrospectiva, colecciona 17 historias previamente publicadas, cuatro de las cuales fueron la base de novelas que Le Guin escribiría después: El poder de los nombres y La palabra que desliga dieron a Le Guin el lugar para crear lo que se transformaría en Terramar; El collar de Semley, fue primero publicado como El dote de los Angyar en 1964 y luego como el prólogo de la novela El mundo de Rocannon en 1966; El Rey de Invierno trata sobre los habitantes del planeta Invierno, como es en la entonces futura novela de Le Guin, La mano izquierda de la oscuridad. La mayoría de las otras historias están también conectadas a las novelas de Le Guin. La historia Los que se alejan de Omelas ganó el Premio Hugo al mejor relato corto en 1974, mientras que El día antes de la revolución ganó los premios Nébula por mejor relato corto en 1974 y el Locus en la misma categoría en 1975. Además, la colección misma ganó el Premio Locus a la mejor colección en 1976.

## Contenido de la colección

### Volumen I
- Prefacio
- El collar de Semley (Semley´s Necklace, 1964)
- Abril en París (April in Paris, 1962)
- Los maestros (The Masters, 1963)
- La caja de la oscuridad (Darkness Box, 1963)
- La palabra que desliga (The Word of Unbinding, 1964)
- El poder de los nombres (The Rule of Names, 1965)
- El Rey de Invierno (Winter's King, 1969)
- El viaje (The Good Trip, 1970)
- Nueve vidas (Nine Lives, 1969)

### Volumen II
- Cosas (Things, 1970)
- Un viaje a la cabeza (A Trip to the Head, 1970)
- Más vasto que los Imperios y más lento (Vaster than Empires and More Slow, 1970)
- Las estrellas en la roca (The Stars Below, 1973)
- El campo de visión (The Field of Vision, 1973)
- Dirección de la carretera (Direction of the Road, 1974)
- Los que se alejan de Omelas (The Ones Who Walk Away from Omelas, 1974)
- El día antes de la revolución (The Day Before the Revolution, 1974)